# 湖北络石
湖北络石（学名：Trachelospermum gracilipes var. hupehense）为夹竹桃科络石属细梗络石的变种。分布在中国大陆的贵州、广东、湖北、四川、浙江、湖南等地，常生于山谷密林中和攀援树上，目前尚未由人工引种栽培。